# Конвой «Вевак № 2»
Конвой «Вевак № 2» — японський конвой часів Другої світової війни, проведення якого відбувалось у квітні 1943-го.
Пунктом призначення конвою став Вевак на північному узбережжі Нової Гвінеї, який після початку наприкінці 1942-го новогвінейського контрнаступу союзників був обраний японським командуванням для розташування головної бази на цьому острові. Вихідним пунктом став Палау — важливий транспортний хаб на заході Каролінських островів.
До складу конвою, що вийшов з порту 6 квітня 1943-го, увійшли транспорти «Уго-Мару», «Шінсей-Мару № 1» (Shinsei Maru No. 1) та «Мйоко-Мару» (Myoko Maru), при цьому відомо, що «Уго-Мару» й «Шінсей-Мару № 1» перевозили військовослужбовців 20-ї піхотної дивізії. В якийсь момент до загону приєднався мисливець за підводними човнами CH-16, що 6 квітня вийшов з Рабаулу (розташована за понад тисячу кілометрів від Палау головна передова база японців у архіпелазі Бісмарка, з якої провадились операції на Соломонових островах та сході Нової Гвінеї).
Поблизу Палау регулярно діяли американські підводні човни, а Вевак перебував у межах досяжності ворожої авіації, проте конвой пройшов без втрат. 11 квітня він досягнув Веваку, де розвантажився, а 20—24 квітня пройшов назад на Палау.